# Пудухепа
Пудухепа (хуррит. «Любовь Хепы»; ок. XIII век до н. э.) — хеттская царица (таваннанна), жена Хаттусили III. Считается «одной из влиятельнейших женщин среди известных на Древнем Ближнем Востоке».

## Биография

### Происхождение
Пудухепа родилась в начале XIII века до н. э. в городе Лавазантия в Киццуватне (современная Киликия, юг Хеттского царства). Её отец Бентепшарри был главным жрецом основного божества города — Иштар. Пудухепа с детства исполняла функции жрицы этой богини.
По возвращении из битвы при Кадеше хеттский генерал Хаттусили встретил Пудухепу и, по легенде, услышал наказ богини Иштар взять её в жёны, ибо это сулит им «любовь мужа и жены». Пудухепа последовала за мужем в царство Хаписса. Хотя Хаттусили был, скорее всего, значительно старше и уже обзавёлся жёнами и наложницами, Пудухепа стала его главной супругой. После смещения с трона своего племянника Мурсили III в ходе гражданской войны, Хаттусили в около 1286 году до н. э. стал правителем, а Пудухепа его таваннанной (царицей).

### Царица
Пудухепа играла важную роль при хеттском дворе и в международной дипломатии. Она является постоянной спутницей мужа при оглашении постановлений и решений. Её изображали равной правителю, нежели подчинённой ему. Пудухепа заверяла документы личной печатью, контролировала внутренний распорядок дворцов, принимала участие в судебных разбирательствах. Соединив религию и политику, она реорганизовала огромный пантеон хеттских богов.
Пудухепа использовала своих сыновей и дочерей в создании новых альянсов, что прежние царицы не могли себе позволить.
Пудухепа сыграла важную роль в развитии дипломатических связей с Древним Египтом. Сохранилась обширная переписка, заверенная печатью Пудухепы, с фараоном Рамсесом II. В мирном договоре между Древним Египтом и Хеттским царством Хаттусили обещал двоих своих дочерей выдать замуж за фараона.

Также Пудухепа переписывалась с египетской царицей Нефертари Меренмут, которая посылала подарки Пудухепе: 

Великая царица Наптера (Нефертари) из египетской земли молвит: «Скажи моей сестре Пудухепе, великой царице хеттской земли. Я, твоя сестра, (также) здравствую!! Да, будет в твоей стране всё хорошо. Теперь, я узнала, что ты, моя сестра, написала мне, спрашивая о моём здоровье. Ты написала во имя дружбы и братских уз между твоим братом, царём египетским, великий бог бури принесёт мир и продлит навечно братские отношения между фараоном, великим царём, и его братом — царём Хатти, великим царём… Посмотри, я послала тебе подарок в знак приветствия, моя сестра… для шеи (ожерелье) из чистого золота, которое составлено из 12 полос и весит 88 шекелей, цветные ткани из материала maklalu на пошив одного платья для царя… В общей сложности 12 льняных отрезов».

C содействия Пудухепы состоялся дипломатический брак между Кадашман-Энлилем II из Вавилона и некой хеттской царевной. В ответ вавилонская царевна (дочь или сестра Кудур-Энлиля) вышла замуж за представителя хеттской царской семьи. Это событие вызвало презрение Рамсеса II, который, видимо, не считал Вавилон политически влиятельным. Пудухепа ответила в письме:

«Если ты говоришь „царь вавилонский не велик“, то ты не знаешь статус Вавилона».

После смерти Хаттусили власть Пудухепы усилилась в правление её сына Тудхалия IV. Её провозгласили богиней-царицей. Пудухепа решала судебные вопросы, была жрицей и занималась хеттской религией.
Её дочерьми были египетская царица Маатхорнефрура и царевна Килухепа.